# عزيزة الرباح
عزيزة الرباح مواليد 4 يوليو 1986، بمدينة برشيد، لاعبة مغربية دولية في كرة قدم تلعب كمدافعة في فريق الجيش الملكي وهي قائدة الفريق.

## سيرة شخصية
من مدينة برشيد بدأت النشأة ، و هناك شرعت في مداعبة كرة القدم ، و تطور أداؤها لتلعب مع نادي يوسفية برشيد، و قد استطاعت أن تحقق مع هذا الفريق العديد من الانجازات : منها التتويج ببطولة شمال إفريقيا.
لتنتقل بعد تألقها إلى: الفريق العتيد الجيش الملكي ، و كذا الفوز بلقب عصبة أبطال إفريقيا سيدات و السيطرة محليا على الدوري والكأس رفقة فريق الجيش الملكي.
و من أفضل انجازاتها : التأهل رفقة المنتخب الوطني المغربي لنهائيات كأس العالم إناث.

## الإنجازات
الجيش الملكي للسيدات
- البطولة الوطنية المغربية (11): 2013، 2014، 2016، 2017، 2018، 2019، 2020، 2021، 2022، 2023، 2024
- كأس العرش (11): 2013، 2014، 2015، 2016، 2017، 2018، 2019، 2020، 2021، 2022، 2023
- الكأس المغربية الإماراتية : 2016
- بطولة شمال إفريقيا : 2021
- دوري أبطال أفريقيا : 2022

 المغرب
- دورة اتحاد شمال أفريقيا للسيدات : 2020
- بطولة مالطا الدولية : 2022
- كأس أفريقيا للسيدات الوصيف: 2022

### فردية
- أفضل لاعبة في البطولة الوطنية المغربية : 2013–14